# Білківська сільська рада (Радомишльський район)
Білківська сільська рада — колишня адміністративно-територіальна одиниця та орган місцевого самоврядування у Ставищенському, Малинському і Радомишльському районах Малинської й Волинської округ, Київської та Житомирської областей УРСР з адміністративним центром у с. Білка.

## Населені пункти
Сільській раді на момент ліквідації були підпорядковані населені пункти:
- с. Білка
- с. Спірне
- с. Таборище
- с. Хомівка

## Історія та адміністративний устрій
Утворена 1923 року у складі сіл Білка, Хомівка та хутора Спірне-Таборище Ставищенської волості Радомисльського повіту Київської губернії.
7 березня 1923 року увійшла до складу новоствореного Ставищенського району Малинської округи.
13 березня 1925 року, відповідно до постанови ВУЦВК «Про точний розподіл території зліквідованої Малинської округи на Київщині між Київщиною й Волинню», сільську раду було включено до складу Радомишльського району Житомирської округи.
Від 1928 року, замість х. Спірне-Таборище, на обліку перебувають окремі хутори — Спірне і Таборище.
Відповідно до інформації довідника «Українська РСР. Адміністративно-територіальний поділ», станом на 1 вересня 1946 року сільрада входила до складу Радомишльського району, на обліку в раді перебували села Білка й Хомівка та хутори Спірне й Таборище.
30 грудня 1962 року, відповідно до указу Президії Верховної ради УРСР «Про укрупнення сільських районів Української РСР», внаслідок ліквідації Радомишльського району, сільську раду було передано до складу Малинського району Житомирської області.
4 січня 1965 року, відповідно указу Президії Верховної ради Української РСР «Про внесення змін в адміністративне районування Української РСР», рада увійшла до складу відновленого Радомишльського району Житомирської області.
Ліквідована 1 червня 1985 року, рішенням виконавчого комітету Житомирської обласної ради «Про деякі питання адміністративно-територіального устрою». Територію та населені пункти включено до складу відновленої цим же рішенням Кримоцької сільської ради Радомишльського району.